# Taketa
Taketa (竹田市 Taketa-shi?) es una ciudad ubicada en la prefectura de Ōita, Japón. La ciudad fue fundada el 31 de marzo de 1954. El 1 de abril de 2005, las ciudades de Kujū, Naoiri y Ogi (todas del distrito de Naoiri) también se fusionaron en Taketa. Al 31 de marzo de 2017, la ciudad tiene una población estimada de 22,661, con 10,393 hogares y una densidad de población de 47 personas por km². El área total es de 477.59 km².
El castillo de Oka es un famoso sitio histórico local.